# Ujków Stary
Ujków Stary (Stary Ujków) – opuszczona wieś w Polsce położona w województwie małopolskim, w powiecie olkuskim, w gminie Bolesław.
W latach 1975–1998 miejscowość administracyjnie należała do województwa katowickiego.
Wieś istniała co najmniej od XV wieku. Została wysiedlona w latach 70. XX wieku z powodu szkód górniczych (zob. Zakłady Górniczo-Hutnicze „Bolesław”).